# Black Country Woman
"Black Country Woman" é a décima canção do álbum de estúdio Physical Graffiti da banda britânica de rock Led Zeppelin, gravado em 1972 e lançado em 24 de fevereiro de 1975. Ele foi originalmente destinado a ser parte do álbum Houses of the Holy, que havia sido lançado dois anos antes. A canção foi gravada como acústica no quintal de Mick Jagger em sua casa em Stargroves, em 1972 (na mesma época de "D'yer Mak'er").
A canção só foi lançada pela gravadora Swan Song Records cerca de três anos após sua gravação original junto ao álbum Physical Graffiti, foi composta em parceria pela dupla Page e Plant.

## Créditos
- Robert Plant - vocal, gaita
- Jimmy Page - guitarra
- John Paul Jones - baixo elétrico, bandolim
- John Bonham - bateria
- Ian Stewart - piano

## Ligações Externas
- «Página oficial do Led Zeppelin» (em inglês)
- ASCAP entry (em inglês)